# Labastide-Saint-Georges
Labastide-Saint-Georges est une commune française située dans le département du Tarn, en région Occitanie. Sur le plan historique et culturel, la commune est dans le Lauragais, l'ancien « Pays de Cocagne », lié à la fois à la culture du pastel et à l’abondance des productions, et de « grenier à blé du Languedoc ».
Exposée à un climat océanique altéré, elle est drainée par l'Agout, le Ruisseau d'Assou et par divers autres petits cours d'eau. La commune possède un patrimoine naturel remarquable : un site Natura 2000 (Les « vallées du Tarn, de l'Aveyron, du Viaur, de l'Agout et du Gijou ») et une zone naturelle d'intérêt écologique, faunistique et floristique.
Labastide-Saint-Georges est une commune urbaine qui compte 1 985 habitants en 2022, après avoir connu une forte hausse de la population depuis 1962. Elle est dans l'agglomération de Lavaur et fait partie de l'aire d'attraction de Toulouse. Ses habitants sont appelés les Bastidiens ou  Bastidiennes.

## Géographie
Commune de l'aire urbaine de Lavaur située à l'est de Lavaur dans son unité urbaine en Pays de Cocagne.

### Communes limitrophes
Labastide-Saint-Georges est limitrophe de trois autres communes.
Les communes limitrophes sont  Ambres, Fiac et Lavaur.
|        | Ambres                  |      |
| Lavaur | Labastide-Saint-Georges | Fiac |
|        |                         |      |

### Géologie et relief
La superficie de la commune est de 623 hectares ; son altitude varie de 110  à   203 mètres.
Commune située dans un méandre de l'Agout dont la superficie est de 623 hectares et son altitude varie de 110  à   203 mètres.

### Voies de communication et transports
- Par la route : A68, accès par la sortie  6.
- Par le train : TER Midi-Pyrénées en gare de Lavaur sur la ligne de Montauban-Ville-Bourbon à La Crémade.
- Par l'avion : aéroport de Toulouse-Blagnac.

### Hydrographie
La commune est dans le bassin de la Garonne, au sein du bassin hydrographique Adour-Garonne. Elle est drainée par l'Agout et le ruisseau d'Assou et par divers petits cours d'eau, qui constituent un réseau hydrographique de 7 km de longueur totale,.
L'Agout, d'une longueur totale de 194,4 km, prend sa source dans la commune de Cambon-et-Salvergues et s'écoule d'est en ouest. Il traverse la commune et se jette dans le Tarn à Saint-Sulpice-la-Pointe, après avoir traversé 35 communes.
Le ruisseau d'Assou, d'une longueur totale de 15,4 km, prend sa source dans la commune de Graulhet et s'écoule d'est en ouest. Il traverse la commune et se jette dans l'Agout à Lavaur, après avoir traversé 8 communes.

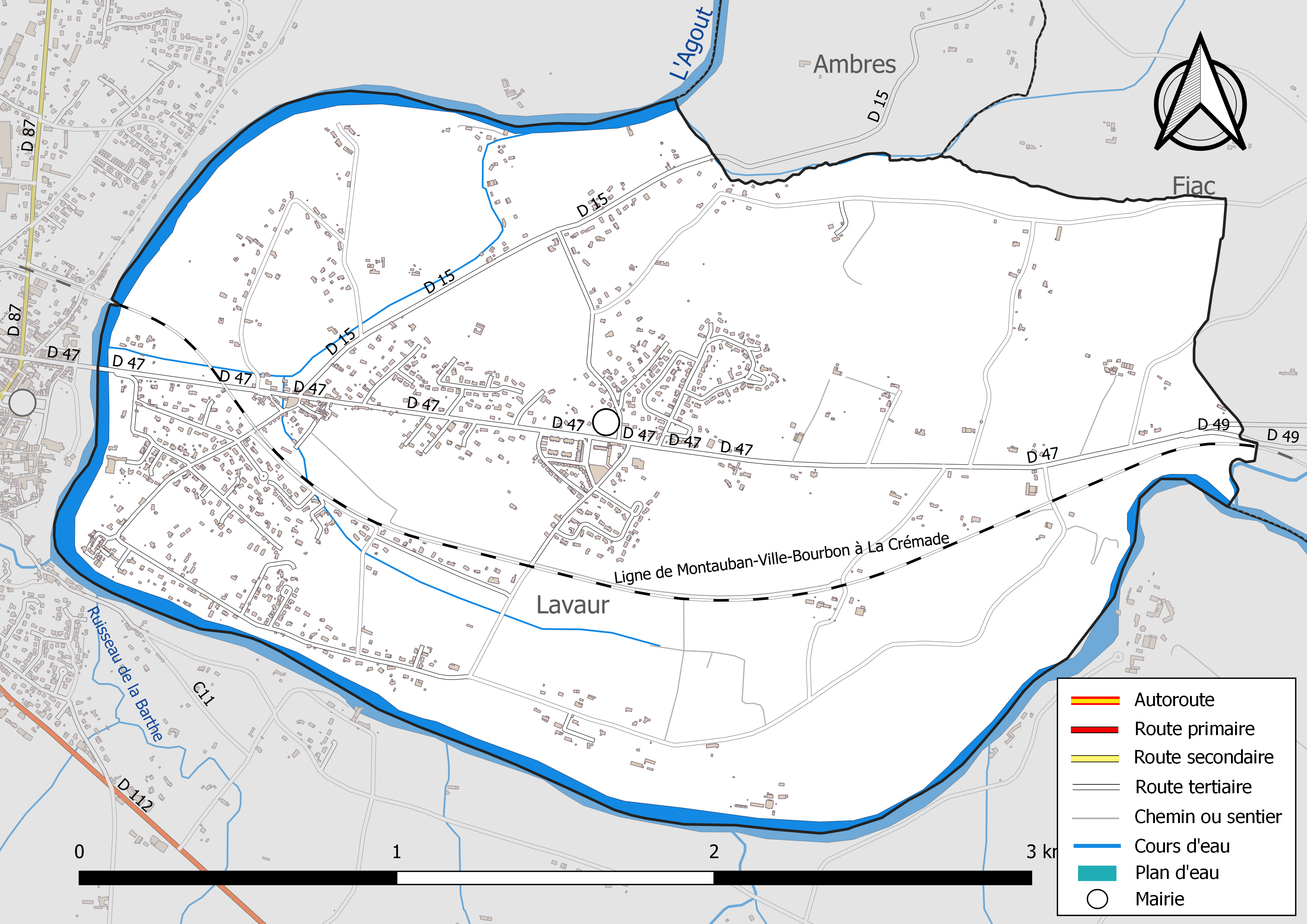
Réseaux hydrographique et routier de Labastide-Saint-Georges.

### Climat
Pour des articles plus généraux, voir Climat de l'Occitanie et Climat du Tarn.
En 2010, le climat de la commune est de type climat du Bassin du Sud-Ouest, selon une étude du Centre national de la recherche scientifique s'appuyant sur une série de données couvrant la période 1971-2000. En 2020, Météo-France publie une typologie des climats de la France métropolitaine dans laquelle la commune est exposée à un climat océanique altéré et est dans la région climatique Aquitaine, Gascogne, caractérisée par une pluviométrie abondante au printemps, modérée en automne, un faible ensoleillement au printemps, un été chaud (19,5 °C), des vents faibles, des brouillards fréquents en automne et en hiver et des orages fréquents en été (15 à 20 jours).
Pour la période 1971-2000, la température annuelle moyenne est de 13,4 °C, avec une amplitude thermique annuelle de 15,8 °C. Le cumul annuel moyen de précipitations est de 708 mm, avec 9,4 jours de précipitations en janvier et 5,1 jours en juillet. Pour la période 1991-2020, la température moyenne annuelle observée sur la station météorologique de Météo-France la plus proche, « Lavaur », sur la commune de Lavaur à 2 km à vol d'oiseau, est de 13,6 °C et le cumul annuel moyen de précipitations est de 701,8 mm. 
La température maximale relevée sur cette station est de 42,6 °C, atteinte le 23 août 2023 ; la température minimale est de −18 °C, atteinte le 17 janvier 1987,,.
Les paramètres climatiques de la commune ont été estimés pour le milieu du siècle (2041-2070) selon différents scénarios d'émission de gaz à effet de serre à partir des nouvelles projections climatiques de référence DRIAS-2020. Ils sont consultables sur un site dédié publié par Météo-France en novembre 2022.

### Milieux naturels et biodiversité

#### Réseau Natura 2000

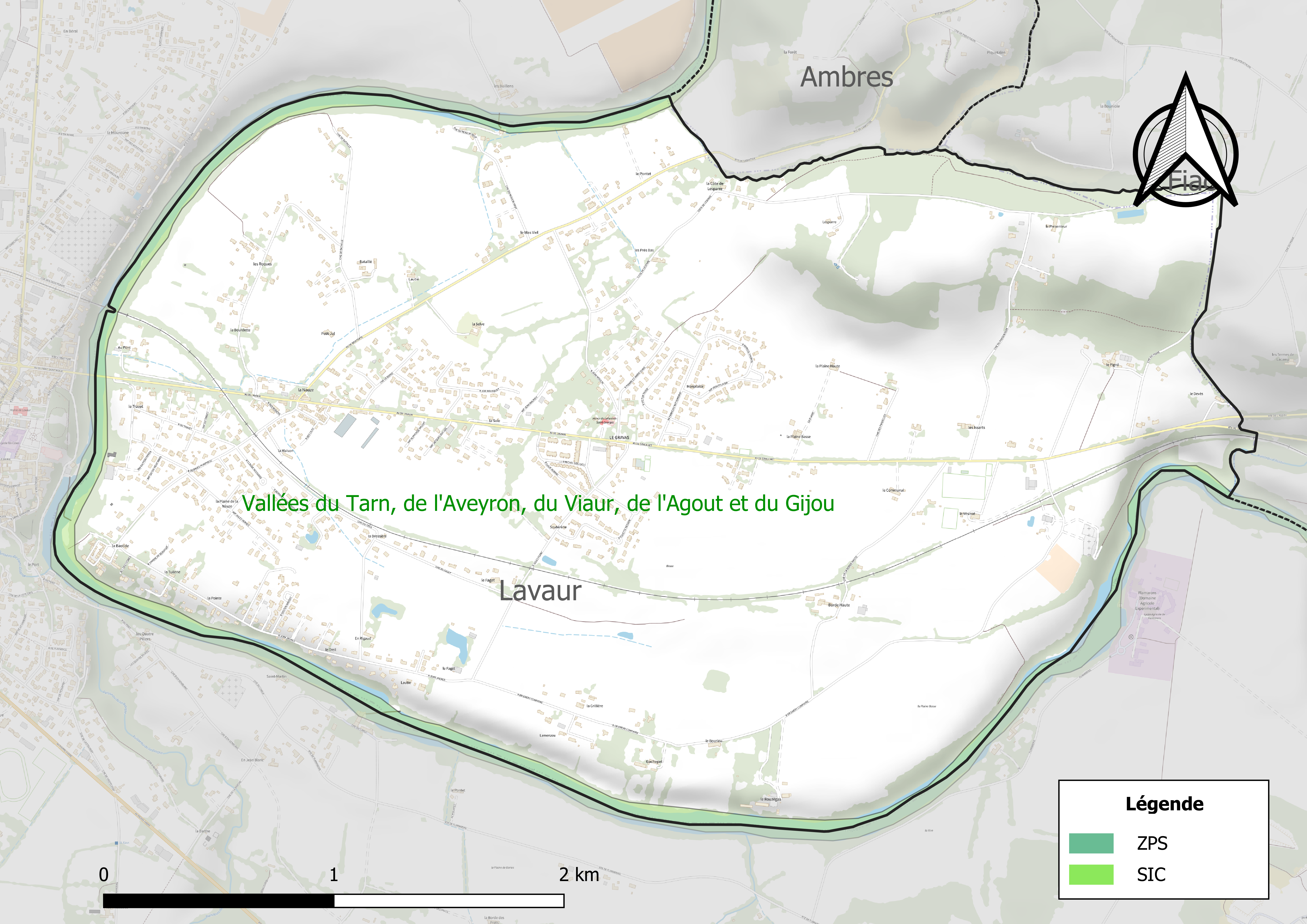
Site Natura 2000 sur le territoire communal.

Le réseau Natura 2000 est un réseau écologique européen de sites naturels d'intérêt écologique élaboré à partir des directives habitats et oiseaux, constitué de zones spéciales de conservation (ZSC) et de zones de protection spéciale (ZPS).
Un site Natura 2000 a été défini sur la commune au titre de la directive habitats : Les « vallées du Tarn, de l'Aveyron, du Viaur, de l'Agout et du Gijou », d'une superficie de 17 144 ha, s'étendant sur 136 communes dont 41 dans l'Aveyron, 8 en Haute-Garonne, 50 dans le Tarn et 37 dans le Tarn-et-Garonne. Elles présentent une très grande diversité d'habitats et d'espèces dans ce vaste réseau de cours d'eau et de gorges. La présence de la Loutre d'Europe et de la moule perlière d'eau douce est également d'un intérêt majeur.

#### Zones naturelles d'intérêt écologique, faunistique et floristique

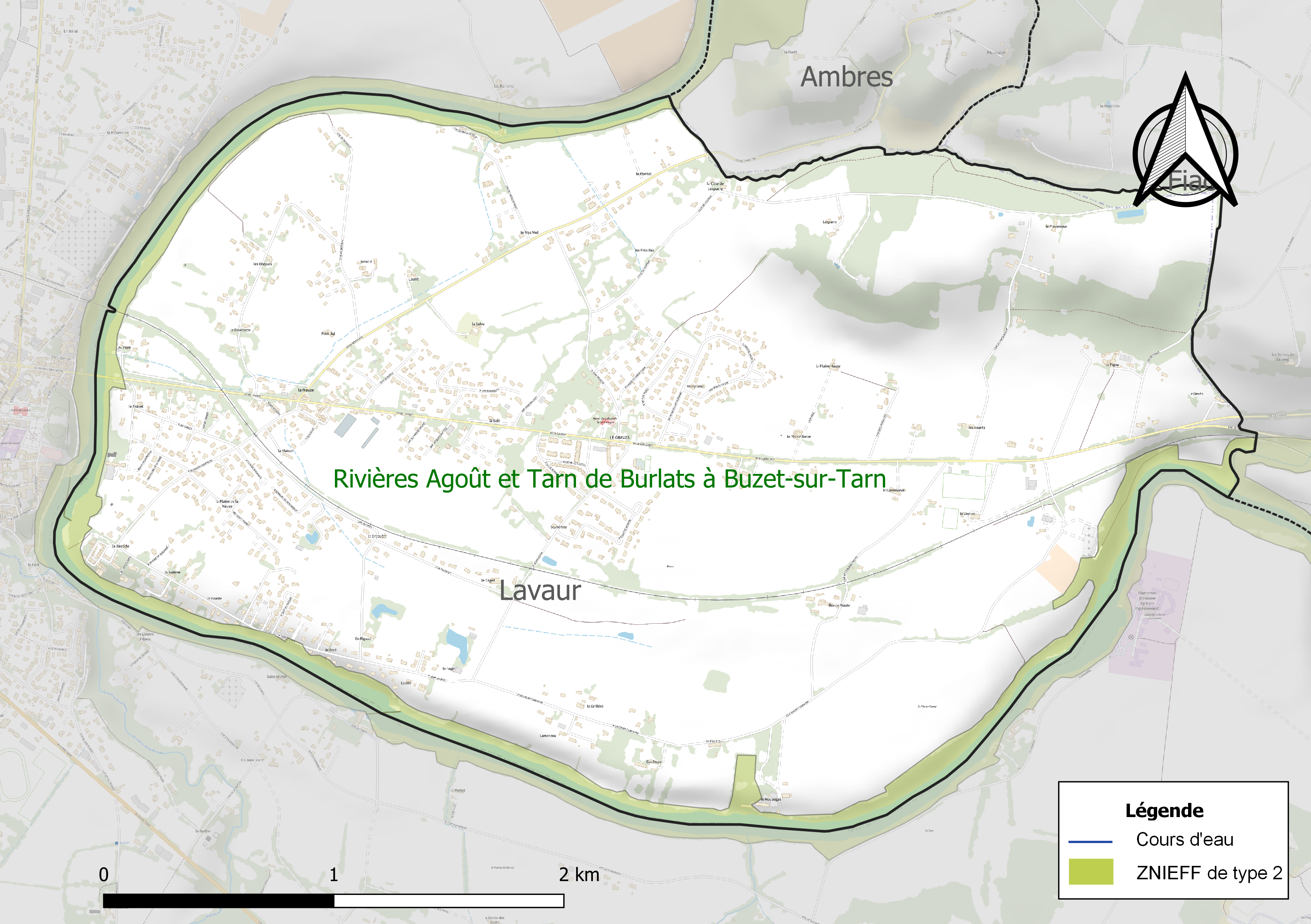
Carte de la ZNIEFF de type 2 localisée sur la commune.

L’inventaire des zones naturelles d'intérêt écologique, faunistique et floristique (ZNIEFF) a pour objectif de réaliser une couverture des zones les plus intéressantes sur le plan écologique, essentiellement dans la perspective d’améliorer la connaissance du patrimoine naturel national et de fournir aux différents décideurs un outil d’aide à la prise en compte de l’environnement dans l’aménagement du territoire.
Une ZNIEFF de type 2 est recensée sur la commune :
les « rivières Agoût et Tarn de Burlats à Buzet-sur-Tarn » (1 364 ha), couvrant 24 communes du département.

## Urbanisme

### Typologie
Au 1er janvier 2024, Labastide-Saint-Georges est catégorisée petite ville, selon la nouvelle grille communale de densité à sept niveaux définie par l'Insee en 2022.
Elle appartient à l'unité urbaine de Lavaur, une agglomération intra-départementale regroupant deux  communes, dont elle est une commune de la banlieue,,. Par ailleurs la commune fait partie de l'aire d'attraction de Toulouse, dont elle est une commune de la couronne,. Cette aire, qui regroupe 527 communes, est catégorisée dans les aires de 700 000 habitants ou plus (hors Paris),.

### Occupation des sols
L'occupation des sols de la commune, telle qu'elle ressort de la base de données européenne d’occupation biophysique des sols Corine Land Cover (CLC), est marquée par l'importance des territoires agricoles (77,2 % en 2018), en diminution par rapport à 1990 (81,8 %). La répartition détaillée en 2018 est la suivante : 
terres arables (77,1 %), zones urbanisées (20,4 %), forêts (2,4 %), zones agricoles hétérogènes (0,1 %). L'évolution de l’occupation des sols de la commune et de ses infrastructures peut être observée sur les différentes représentations cartographiques du territoire : la carte de Cassini (XVIIIe siècle), la carte d'état-major (1820-1866) et les cartes ou photos aériennes de l'IGN pour la période actuelle (1950 à aujourd'hui).

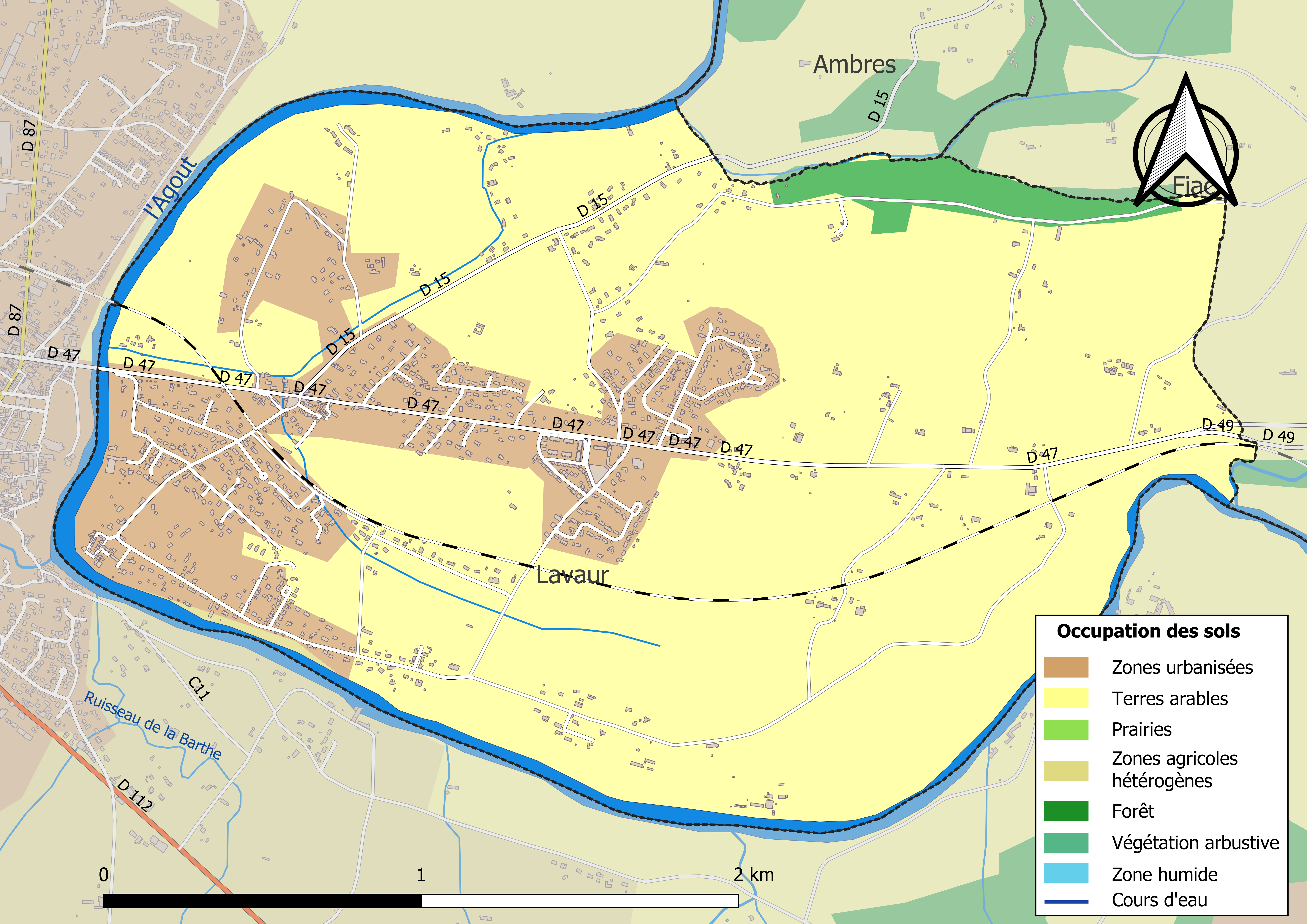
Carte des infrastructures et de l'occupation des sols de la commune en 2018 (CLC).

### Risques majeurs
Le territoire de la commune de Labastide-Saint-Georges est vulnérable à différents aléas naturels : météorologiques (tempête, orage, neige, grand froid, canicule ou sécheresse), inondations, mouvements de terrains et séisme (sismicité très faible). Il est également exposé à deux risques technologiques,  le transport de matières dangereuses et la rupture d'un barrage. Un site publié par le BRGM permet d'évaluer simplement et rapidement les risques d'un bien localisé soit par son adresse soit par le numéro de sa parcelle.

#### Risques naturels
Certaines parties du territoire communal sont susceptibles d’être affectées par le risque d’inondation par débordement de cours d'eau, notamment l'Agout et le ruisseau d'Assou. La cartographie des zones inondables en ex-Midi-Pyrénées réalisée dans le cadre du XIe Contrat de plan État-région, visant à informer les citoyens et les décideurs sur le risque d’inondation, est accessible sur le site de la DREAL Occitanie. La commune a été reconnue en état de catastrophe naturelle au titre des dommages causés par les inondations et coulées de boue survenues en 1982 et 1988,.
Labastide-Saint-Georges est exposée au risque de feu de forêt. En 2022, il n'existe pas de Plan de Prévention des Risques incendie de forêt (PPRif). Le débroussaillement aux abords des maisons constitue l’une des meilleures protections pour les particuliers contre le feu,.

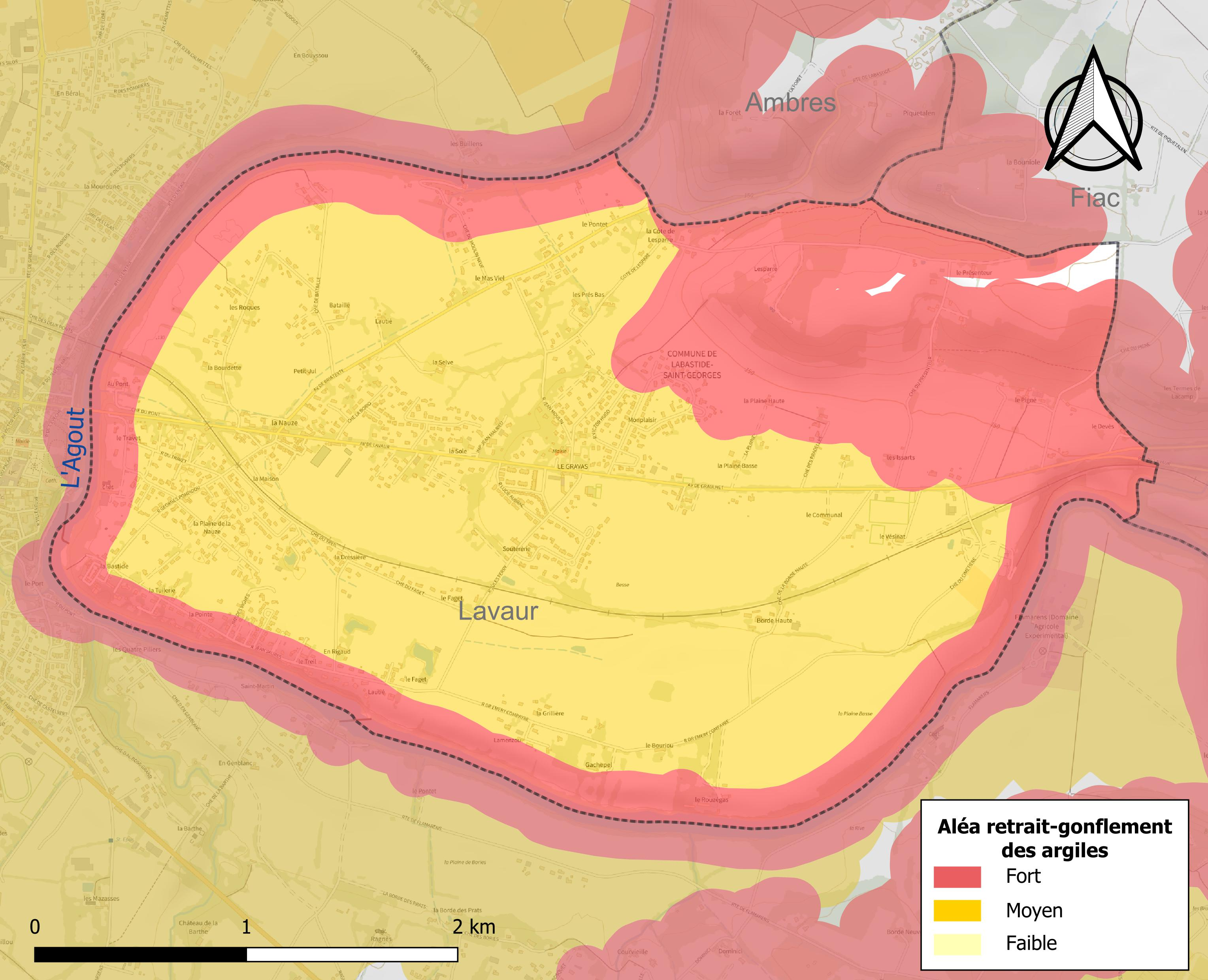
Carte des zones d'aléa retrait-gonflement des sols argileux de Labastide-Saint-Georges.

La commune est vulnérable au risque de mouvements de terrains constitué principalement du retrait-gonflement des sols argileux. Cet aléa est susceptible d'engendrer des dommages importants aux bâtiments en cas d’alternance de périodes de sécheresse et de pluie. 99,5 % de la superficie communale est en aléa moyen ou fort (76,3 % au niveau départemental et 48,5 % au niveau national). Sur les 758 bâtiments dénombrés sur la commune en 2019, 758 sont en aléa moyen ou fort, soit 100 %, à comparer aux 90 % au niveau départemental et 54 % au niveau national. Une cartographie de l'exposition du territoire national au retrait gonflement des sols argileux est disponible sur le site du BRGM,.
Par ailleurs, afin de mieux appréhender le risque d’affaissement de terrain, l'inventaire national des cavités souterraines permet de localiser celles situées sur la commune.
Concernant les mouvements de terrains, la commune a été reconnue en état de catastrophe naturelle au titre des dommages causés par la sécheresse en 1990, 1998, 2003 et 2016 et par des mouvements de terrain en 1988.

#### Risques technologiques
Le risque de transport de matières dangereuses sur la commune est lié à sa traversée par des infrastructures routières ou ferroviaires importantes ou la présence d'une canalisation de transport d'hydrocarbures. Un accident se produisant sur de telles infrastructures est susceptible d’avoir des effets graves sur les biens, les personnes ou l'environnement, selon la nature du matériau transporté. Des dispositions d’urbanisme peuvent être préconisées en conséquence.
La commune est en outre située en aval d'un barrage de classe A. À ce titre elle est susceptible d’être touchée par l’onde de submersion consécutive à la rupture de cet ouvrage.

## Politique et administration

### Administration municipale
Le nombre d'habitants au recensement de 2011 étant compris entre 1 500 habitants et 2 499 habitants, le nombre de membres du conseil municipal pour l'élection de 2014 est de dix neuf,.

### Rattachements administratifs et électoraux
Commune faisant partie de la communauté de communes Tarn et Agout et du canton de Lavaur Cocagne (avant le redécoupage départemental de 2014, Labastide-Saint-Georges faisait partie de l'ex-canton de Lavaur).

### Liste des maires
| Période                                  | Période   | Identité          | Étiquette          | Qualité                                                                           |
| ---------------------------------------- | --------- | ----------------- | ------------------ | --------------------------------------------------------------------------------- |
| 1923                                     | 1940      | Emery Compayré    | Radical-socialiste | Député                                                                            |
| mars 1965                                | mars 2001 | Raymond Bressolle | PCF                | Artisan                                                                           |
| mars 2001                                | mars 2014 | Jacques Juan      | PS                 | Enseignant                                                                        |
| mars 2014                                | En cours  | Emmanuel Joulié   | LREM               | Cadre administratif territorial, apiculteur, conseiller départemental depuis 2021 |
| Les données manquantes sont à compléter. |           |                   |                    |                                                                                   |

## Population et société

### Démographie
L'évolution du nombre d'habitants est connue à travers les recensements de la population effectués dans la commune depuis 1793. Pour les communes de moins de 10 000 habitants, une enquête de recensement portant sur toute la population est réalisée tous les cinq ans, les populations de référence des années intermédiaires étant quant à elles estimées par interpolation ou extrapolation. Pour la commune, le premier recensement exhaustif entrant dans le cadre du nouveau dispositif a été réalisé en 2007.

En 2022, la commune comptait 1 985 habitants, en évolution de +3,01 % par rapport à 2016 (Tarn : +2,52 %, France hors Mayotte : +2,11 %).
| 1793 | 1800 | 1806 | 1821 | 1831 | 1836 | 1841 | 1846 | 1851 |
| ---- | ---- | ---- | ---- | ---- | ---- | ---- | ---- | ---- |
| 352  | 341  | 435  | 443  | 543  | 586  | 613  | 571  | 568  |

| 1856 | 1861 | 1866 | 1872 | 1876 | 1881 | 1886 | 1891 | 1896 |
| ---- | ---- | ---- | ---- | ---- | ---- | ---- | ---- | ---- |
| 583  | 575  | 597  | 536  | 524  | 485  | 524  | 488  | 517  |

| 1901 | 1906 | 1911 | 1921 | 1926 | 1931 | 1936 | 1946 | 1954 |
| ---- | ---- | ---- | ---- | ---- | ---- | ---- | ---- | ---- |
| 510  | 515  | 450  | 350  | 396  | 430  | 422  | 411  | 405  |

| 1962 | 1968 | 1975 | 1982  | 1990  | 1999  | 2006  | 2007  | 2012  |
| ---- | ---- | ---- | ----- | ----- | ----- | ----- | ----- | ----- |
| 414  | 527  | 872  | 1 005 | 1 063 | 1 235 | 1 578 | 1 627 | 1 891 |

| 2017  | 2022  | - | - | - | - | - | - | - |
| ----- | ----- | - | - | - | - | - | - | - |
| 1 929 | 1 985 | - | - | - | - | - | - | - |

| selon la population municipale des années : | 1968 | 1975 | 1982 | 1990 | 1999 | 2006 | 2009 | 2013 |
| Rang de la commune dans le département      | 89   | 63   | 54   | 54   | 49   | 45   | 43   | 40   |
| Nombre de communes du département           | 326  | 324  | 324  | 324  | 324  | 323  | 323  | 323  |

### Enseignement
Labastide-Saint-Georges fait partie de l'académie de Toulouse.
La commune possède une école primaire (Jean-de-la-Fontaine).

### Culture
Majorette, chorale, comité des fêtes.

### Activités sportives
L'AS Bastidienne, équipe de rugby à XV, une équipe de football à 7, club de randonnées, pétanque, tennis, volley-ball, arts martiaux.

### Écologie et recyclage
La collecte et le traitement des déchets des ménages et des déchets assimilés ainsi que la protection et la mise en valeur de l'environnement se font dans le cadre du SMICTOM de Lavaur (Syndicat mixte intercommunal  de collecte et de traitement des ordures ménagères). La déchetterie des Brugues sur la commune de Lavaur est la plus proche.

## Économie

### Revenus
En 2018, la commune compte 783 ménages fiscaux, regroupant 1 966 personnes. La médiane du revenu disponible par unité de consommation est de 22 390 € (20 400 € dans le département).

### Emploi
|                | 2008  | 2013  | 2018  |
| -------------- | ----- | ----- | ----- |
| Commune        | 3,9 % | 6,4 % | 8,2 % |
| Département    | 8,2 % | 9,9 % | 10 %  |
| France entière | 8,3 % | 10 %  | 10 %  |

En 2018, la population âgée de 15 à 64 ans s'élève à 1 146 personnes, parmi lesquelles on compte 76 % d'actifs (67,8 % ayant un emploi et 8,2 % de chômeurs) et 24 % d'inactifs,. Depuis 2008, le taux de chômage communal (au sens du recensement) des 15-64 ans est inférieur à celui de la France et du département.
La commune fait partie de la couronne de l'aire d'attraction de Toulouse, du fait qu'au moins 15 % des actifs travaillent dans le pôle,. Elle compte 204 emplois en 2018, contre 250 en 2013 et 198 en 2008. Le nombre d'actifs ayant un emploi résidant dans la commune est de 788, soit un indicateur de concentration d'emploi de 25,8 % et un taux d'activité parmi les 15 ans ou plus de 55,6 %.
Sur ces 788 actifs de 15 ans ou plus ayant un emploi, 138 travaillent dans la commune, soit 18 % des habitants. Pour se rendre au travail, 86,9 % des habitants utilisent un véhicule personnel ou de fonction à quatre roues, 3,9 % les transports en commun, 5,2 % s'y rendent en deux-roues, à vélo ou à pied et 3,9 % n'ont pas besoin de transport (travail au domicile).

### Activités hors agriculture

#### Secteurs d'activités
120 établissements sont implantés  à Labastide-Saint-Georges au 31 décembre 2019. Le tableau ci-dessous en détaille le nombre par secteur d'activité et compare les ratios avec ceux du département,.
| Secteur d'activité                                                                                        | Commune | Commune | Département |
| Secteur d'activité                                                                                        | Nombre  | %       | %           |
| --- | ------- | ------- | ----------- |
| Ensemble                                                                                                  | 120     |         |             |
| Industrie manufacturière, industries extractives et autres                                                | 8       | 6,7 %   | (13 %)      |
| Construction                                                                                              | 30      | 25 %    | (12,5 %)    |
| Commerce de gros et de détail, transports, hébergement et restauration                                    | 27      | 22,5 %  | (26,7 %)    |
| Information et communication                                                                              | 5       | 4,2 %   | (2,1 %)     |
| Activités financières et d'assurance                                                                      | 1       | 0,8 %   | (3,3 %)     |
| Activités spécialisées, scientifiques et techniques et activités de services administratifs et de soutien | 21      | 17,5 %  | (13,8 %)    |
| Administration publique, enseignement, santé humaine et action sociale                                    | 17      | 14,2 %  | (15,5 %)    |
| Autres activités de services                                                                              | 11      | 9,2 %   | (9 %)       |

Le secteur de la construction est prépondérant sur la commune puisqu'il représente 25 % du nombre total d'établissements de la commune (30 sur les 120 entreprises implantées  à Labastide-Saint-Georges), contre 12,5 % au niveau départemental.

#### Entreprises et commerces
Les cinq entreprises ayant leur siège social sur le territoire communal qui génèrent le plus de chiffre d'affaires en 2020 sont : 
- Avilon Consulting SARL, édition de logiciels applicatifs (227 k€)
- SARL Trinquecostes, réparation de machines et équipements mécaniques (211 k€)
- Dages Plomberie, travaux d'installation d'eau et de gaz en tous locaux (138 k€)
- Costes Network Consulting, ingénierie, études techniques (82 k€)
- Robert Gerard, travaux d'installation d'eau et de gaz en tous locaux (59 k€)

### Agriculture
|               | 1988 | 2000 | 2010 | 2020 |
| ------------- | ---- | ---- | ---- | ---- |
| Exploitations | 17   | 13   | 7    | 9    |
| SAU (ha)      | 308  | 234  | 174  | 204  |

La commune est dans la « plaine de l'Albigeois et du Castrais », une petite région agricole occupant le centre du département du Tarn. En 2020, l'orientation technico-économique de l'agriculture  sur la commune est la culture de céréales et/ou d'oléoprotéagineuses. Neuf exploitations agricoles ayant leur siège dans la commune sont dénombrées lors du recensement agricole de 2020 (17 en 1988). La superficie agricole utilisée est de 204 ha,,.

## Culture locale et patrimoine

### Lieux et monuments
- Église Saint-Georges de Labastide-Saint-Georges. L'édifice est référencé dans la base Mérimée et à l'Inventaire général Région Occitanie[47].

La commune abrite le monastère Nalanda, un important centre bouddhique.
- Viaduc de Lavaur ;
- Château du Travet.

### Personnalités liées à la commune
- Emery Compayré et Émile Compayré.

### Héraldique
| Blason de Labastide-Saint-Georges | Blason  | D'azur au pigeonnier d'argent accosté en chef de deux colombes essorantes adossées du même; à la bordure d'argent pour moitié crénelée en chef et pour moitié ondée en pointe, le créneau du milieu chargé d’une croisette de gueules. |
| Blason de Labastide-Saint-Georges | Détails | Adopté le 10 janvier 2018. |
| Blason de Labastide-Saint-Georges | Alias   | D'azur au pal d'argent accosté de deux losanges du même. (D'Hozier). |